# German Frers
German Frers (* 4. Juli 1941 in Buenos Aires) ist ein argentinischer Yachtkonstrukteur und ein nach ihm benanntes Konstruktionsbüro.

## Werdegang
Er begann seine Laufbahn als Zeichner im väterlichen Konstruktionsbüro mit 15 Jahren noch während seiner Schulzeit. 1958 entwarf er eine erste 10-Meter-Regattayacht. 1965 ging er nach New York zum Yacht-Konstruktionsbüro Sparkman & Stephens (S&S). Während der dreijährigen Zusammenarbeit stieg er innerhalb der Firma zum Chefdesigner auf und entwarf eine Reihe von Modellen, die später zu Klassikern in ihren jeweiligen Yacht-Klassen wurden. 1968 verließ German Frers S&S, lebte und arbeitete weiter in New York und entwarf für amerikanische Kunden die Yachten ‚Beau Geste, Wizard of Paget, Quest of Paget und Simba.

### Argentinien

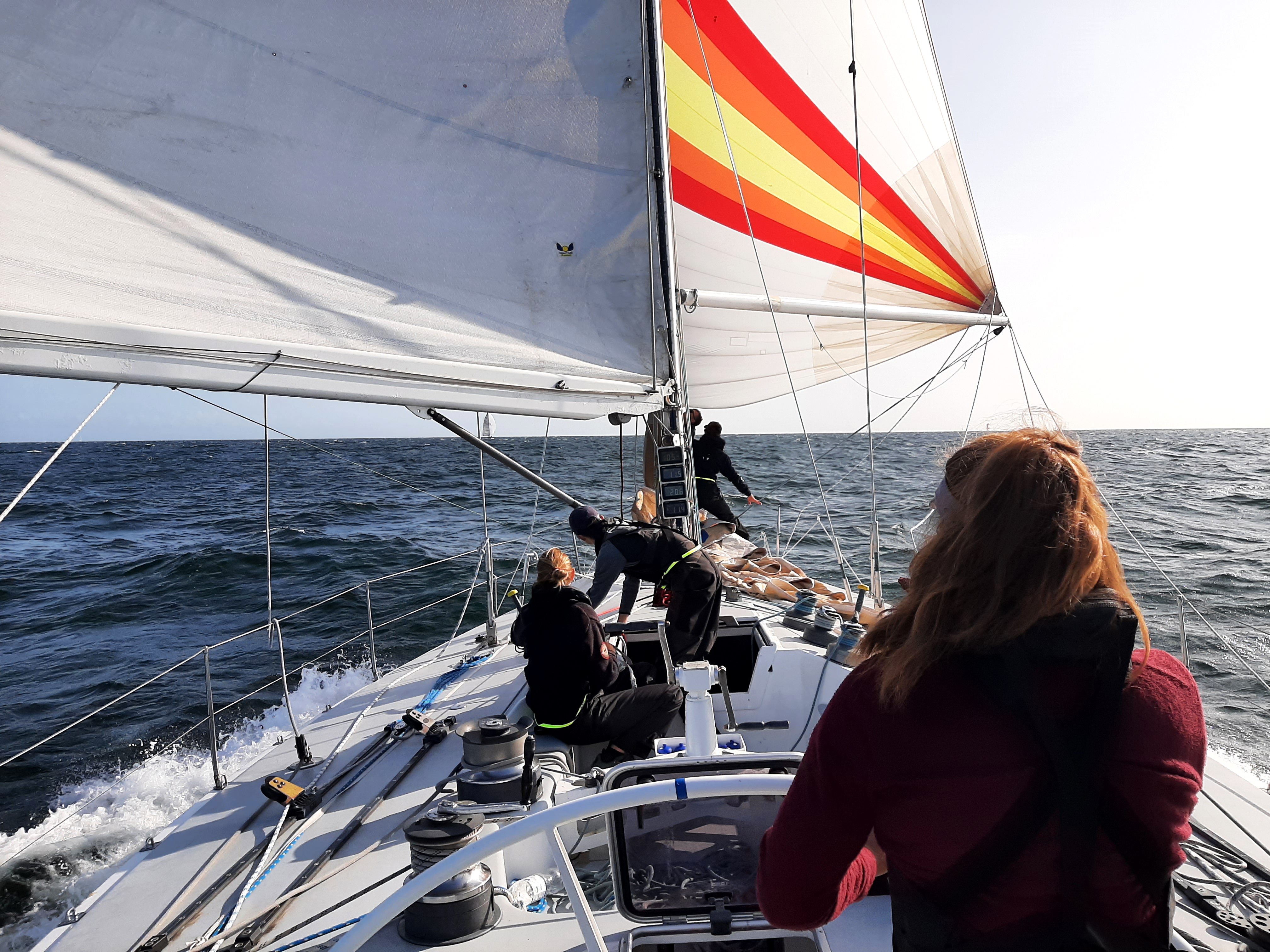
Eine Frers 50 unter Spinnaker. Die Yacht stammt aus der Feder von German Frers und nahm 1984 an der Southern Ocean Racing Conference teil.

1970 kehrte er nach Buenos Aires zurück und trat in das 1928 von seinem Vater gegründete Konstruktionsbüro ein. Mit der Yacht Matrero, dem ersten Entwurf nach seiner Rückkehr, hatte er 1971 großen Erfolg mit dem argentinischen Team bei dem Admiral’s Cup in englischen Gewässern vor Cowes. Die Yacht machte das argentinische Design international salonfähig. Im folgenden Admiral’s Cup erreichte die argentinische Yacht Recluta aus der Feder von German Frers den zweiten Platz gegen die stärksten internationalen Wettbewerber. Dann gewann seine Konstruktion, die US-amerikanische Yacht Scaramouche die Winterregatten in Florida (USA) und erreichte vier Siege in der Onion Patch Trophy, dem US-amerikanischen Gegenstück zum europäischen Admiral’s Cup. Mit dieser Konstruktion hatte German Frers seinen internationalen Durchbruch geschafft. Über 500 verschiedene erfolgreiche Yacht-Konstruktionen gehen auf sein Konto für europäische, amerikanische, japanische, australische und neuseeländische Kunden.

### Europa
1989 ging German Frers nach Italien, um das Moro di Venezia Design-Team für die Herausforderung des 27. America’s Cups zu leiten. Sein Entwurf gewann die erste Weltmeisterschaft in der neu geschaffenen America’s Cup Klasse im Mai 1991. Sein Design setzte die Parameter und die Trends für alle Herausforderer und Verteidiger in der Zukunft. Il moro di Venezia V gewann den Louis Vuitton Cup im Finale gegen Neuseeland und erwarb das Recht als erste europäische Yacht seit 1934 den America’s Cup herauszufordern. Nach den Erfahrungen im America’s Cup eröffnete German Frers ein eigenes Design-Büro in Italien, unter der Leitung seines Sohnes German Frers junior, um in Kooperation mit den Büros in Spanien und Argentinien die Nachfrage des europäischen Marktes besser befriedigen zu können.
German Frers überaus erfolgreiche Entwürfe sind weiterhin auf allen wichtigen internationalen Regatten zu finden. Seine Zusammenarbeit erstreckt sich von Nautor’s Swan (Finnland), Hallberg-Rassy (Schweden) und Wally Yachts (Monaco) bis hin zu den Volvo Ocean Race Yacht-Entwürfen.

## Yacht-Entwürfe aus dem Büro German Frers
| - Scaramouche I und II - Noryema IX und X - Recluta - Hitchhiker - Jan Pott VI - Retaliation I und II - Ragamuffin I und II - Congere - Bribon IV und V (Eigner: König Juan Carlos von Spanien) - Nitissima - Enteara - Volcano - Kodiak - Flyer II - Bumble Bee - Guia 2000 | - ca. 25 Maxi-Yacht Entwürfe darunter: - Boomerang - Kialoa V - Ondine VIII - Matador - Il Moro di Venezia I, II und III - Rebecca - Pacific |

Diese bekannt gewordenen Regattayachten haben wichtige Trophäen gewonnen einschließlich Admiral’s Cup, Onion Patch, Bermuda Race, Transpacific Race, Whitbread Round the World Race und viele mehr.